# Antonio Maria Franci
Antonio Maria Franci (Batignano, 12 luglio 1705 – Grosseto, 10 aprile 1790) è stato un vescovo cattolico italiano.
Si tratta del primo vescovo di Grosseto documentato a essere nato in quella stessa diocesi.

## Biografia

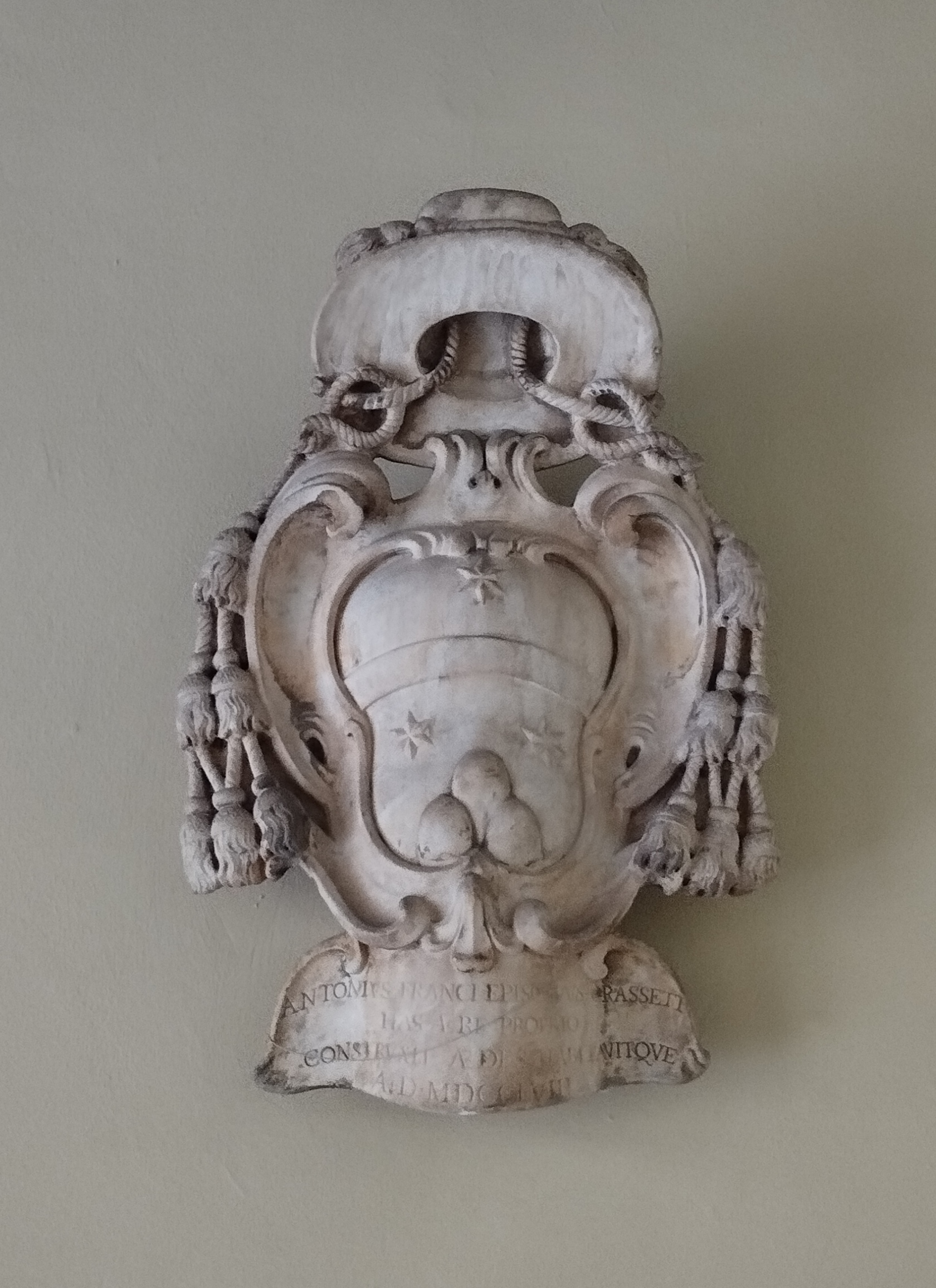
Stemma del vescovo Franci nel palazzo vescovile di Grosseto

Nato il 12 luglio 1705 a Batignano, nella diocesi di Grosseto, da Francesco e Petra Mucciarelli di origine corsa. Studiò a Siena, dove si laureò in diritto civile e canonico e fu ordinato sacerdote nel 1729. Trasferitosi a Napoli per lavorare come precettore dei principi Pignatelli, ritornò in Toscana nel 1737, quando su proposta del Collegio della balia di Siena, fu eletto vescovo di Grosseto. Il 28 maggio 1737 fu consacrato dal cardinale Antonio Felice Zondadari e i vescovi Joaquín Fernández de Portocarrero e Luigi Antonio Valdina Cremona. Quello stesso anno ottenne l'ammissione alla nobiltà senese.
Nel suo lungo episcopato si ritrovò ad affrontare i problemi che affliggevano una terra allora impoverita e depressa quale la Maremma Grossetana, lamentando continuamente alla Santa Sede e al granduca la mancanza di prelati e la scarsa preparazione dei pochi che vi si trovavano. Si occupò di riordinare l'archivio diocesano e il patrimonio della curia, e anche di restauri edilizi, come ad esempio il palazzo vescovile. Nel 1748 emanò una lunga serie di disposizioni per risollevare il convento delle Clarisse dalle precarie condizioni economiche nelle quali versava.
Fedele all'arcivescovo di Siena, Tiberio Borghesi, ebbe rapporti contrastanti con il granduca Pietro Leopoldo. Il granduca, in riferimento all'età ormai avanzata del Franci, lo definì «uomo debole e quasi incapace» nella relazione in seguito alla visita effettuata nelle due province senesi del 1787.
Morì a Grosseto il 10 aprile 1790 e fu sepolto nella cattedrale di Grosseto.

## Genealogia episcopale
La genealogia episcopale è:
- Cardinale Scipione Rebiba
- Cardinale Giulio Antonio Santori
- Cardinale Girolamo Bernerio, O.P.
- Arcivescovo Galeazzo Sanvitale
- Cardinale Ludovico Ludovisi
- Cardinale Luigi Caetani
- Cardinale Ulderico Carpegna
- Cardinale Paluzzo Paluzzi Altieri degli Albertoni
- Cardinale Gasparo Carpegna
- Cardinale Fabrizio Paolucci
- Cardinale Antonio Felice Zondadari
- Vescovo Antonio Maria Franci